# Чікуйо Чисамаренгу
Чікуйо Чисамаренгу (*д/н — бл. 1530) — 6-й мвене-мутапа (володар) Мономотапи в 1494—1530 роках.

## Життєпис
Походив з династії Мбіре. Син мвене-мутапи Мукомберо Н'яхуме, який загинув 1490 року внаслідок змови свого брата Чангаміре. 1494 року Чікуйо Чисамаренгу повалив останнього. Втім вимушений був змиритися з отриманням напівнезалежного статусу стриєчного брата Чангаміре Домбо I. Протягом наступних 20 років намагався його повністю приборкати, проте марно.
Водночас ситуація змінилася з остаточним занепадом султанату Кілва. 1505 року португальці захопили важливий порт Софала, через який переважно торгівці з Мономотапи здійснювали торгівельні операції. 1509 року відбулися перші контакти з португальською адміністрацією. 1515 року налагоджено дипломатичні стосунки.
Разом з тим Чікуйо Чисамаренгу відмовився приймати католицьких місіонерів та не погодився визнати владу короля Португалії. Натомість португальці постійно підтримували намісників мвене-мутапи в прибережних областях, що до кінця його панування час від часу повставали. Це в свою чергу негативно позначилося на торгівлі та наповненні скарбниці.
Помер близько 1530 року. Йому спадкував небіж Нешангве Мунембіре .